# 활천동
활천동(活川洞)은 대한민국 경상남도 김해시의 행정동이다. 법정동으로는 삼정동, 어방동을 가지고 있다. 남해고속도로를 잇는 동김해 나들목이 위치한 교통의 요충지이며, 어방동에는 인제대학교가 위치하고 있어 김해 인재양성의 요람지이다. 대규모 아파트 단지와 다세대 주택(빌라) 밀집해 있어 김해시 동부 상권을 주도하고 있고, 어방, 안동, 지내공업지역이 연계되어 기업체가 밀집해 있어 지역경제 활성화에 기여하고 있다.

## 연혁
- 1906년 광무 10년 : 김해부 좌부 활천면 남역리
- 1914년 : 김해부 좌부 활천면을 좌부면으로 합병, 좌부면 남역리 일부를 병합하여 좌부면 어방리로 되었음
- 1918년 : 김해부 좌부 활천면이 김해면으로 합병
- 1947년 6월 : 김해군 김해읍 남역리가 삼정동으로,어방리가 어방동으로 개칭
- 1981년 7월 : 김해시 승격으로 삼정동과 어방동이 합하여 활천동이 되었음.

## 법정동
- 삼정동
- 어방동

## 학교
- 김해삼성초등학교
- 삼정중학교
- 김해고등학교
- 인제대학교 김해캠퍼스
- 어방초등학교
- 김해대곡초등학교
- 김해대곡중학교

## 문화재
- 흥선대원군 만세불망비
- 분산성

## 아파트
| 단지명           | 건설사          | 시행사                           | 주소                | 입주        | 비고 |
| ---------------- | --------------- | -------------------------------- | ------------------- | ----------- | ---- |
| 대우유토피아     | ㈜대우 건설부문 | 삼정토건㈜ 동일주택㈜            | 인제로 167 (어방동) | 1994년 11월 |      |
| 어방동원         | 동원개발        | 동원개발                         | 활천로 181 (어방동) | 1998년 4월  |      |
| 어방신성미소지움 | 신성건설        | 어방1주공 주택재건축정비사업조합 |                     | 2009년 6월  |      |

## 전통체험관·탐방관
- 활천동 김해천문대
- 어방동 김해가야테마파크 도자기체험관